# Волнат Гроув (Минесота)
Волнат Гроув (енгл. Walnut Grove) град је у америчкој савезној држави Минесота.

## Демографија
По попису из 2010. године број становника је 871, што је 272 (45,4%) становника више него 2000. године.
| Група             | 2000.       | 2010.       |
| Белци             | 585 (97,7%) | 543 (62,3%) |
| Афроамериканци    | 4 (0,7%)    | 0 (0,0%)    |
| Азијати           | 1 (0,2%)    | 305 (35,0%) |
| Хиспаноамериканци | 1 (0,2%)    | 18 (2,1%)   |
| Укупно            | 599         | 871         |